# Плановский, Сергей Сергеевич
Сергей Сергеевич Плановский (род. 18 ноября 1960 года, Москва) — советский стрелок и российский тренер высшей категории по стендовой стрельбе. Мастер спорта СССР международного класса. Заслуженный тренер России.

## Биография
Сергей Сергеевич Плановский родился 18 ноября 1960 года Москве. Окончил среднюю школу № 417, затем — институт. Есть сын Дмитрий (род. 1982).
С 2001 по 2004 год работал старшим тренером сборной России в упражнении «скит». С 2005 по 2008 год был главным тренером сборной России по стендовой стрельбе. С 2010 по 2012 год был методистом Стрелкового Союза России. С 2015 года является старшим тренером сборной России в упражнении «скит». Также работает тренером-преподавателем по стендовой 
стрельбе СДЮСШОР «Москвич».
С августа 2022 главный тренер сборной Москвы по стендовой стрельбе.
Наиболее высоких результатов среди его воспитанников добились:
- Валерий Шомин — чемпион мира 2010 года, двукратный чемпион России (1995, 1999)[10][11][12][13],
- Ирина Ларичева[англ.] — чемпионка мира 2001 года, пятикратная чемпионка мира в команде[14],
- Павел Гуркин[англ.] — призёр чемпионатов мира и России[15][16].
- Ярослав Старцев - бронзовый призёр чемпионата Европы и Чемпионата Мира(командное первенство) 2018 год.

## Награды и звания
- Почётное звание «Заслуженный тренер России».
- Номинация на премию Стрелкового Союза России в категории «За заслуги в стрелковом спорте» (2007)[17].
- Благодарность министра спорта России (2013)[18].
- Благодарность министра спорта России (2023)